# Barcadera
Barcadera – miejscowość (plaats) w strefie Balashi/Barcadera, w regionie Santa Cruz w środkowo-zachodniej części kraju autonomicznego Aruba, należącego do Holandii, w Ameryce Południowej. Znajduje się tutaj najważniejszy port morski wyspy.